# 普罗布斯特采拉
普罗布斯特采拉是德国图林根州的一个市镇。总面积74.26平方公里，总人口3293人，其中男性1634人，女性1659人（2011年12月31日），人口密度44人/平方公里。